# 5 000 mètres masculin aux championnats du monde d'athlétisme 2009
Navigation
Osaka 2007 Daegu 2011
L'épreuve du 5 000 mètres masculin des championnats du monde de 2009 a eu lieu les 20 et 23 août 2009 dans le Stade olympique de Berlin. Elle est remportée par l'Éthiopien Kenenisa Bekele.

## Critères de qualification
Pour se qualifier (minima A), il faut avoir réalisé moins de 13 min 20 s du 1er janvier 2008 au 3 août 2009. Le minima B est de 13 min 29 s.

## Finale
| Rang               | Athlète                | Nationalité | Temps          | Notes |
| ------------------ | ---------------------- | ----------- | -------------- | ----- |
| Médaille d'or      | Kenenisa Bekele        | Éthiopie    | 13 min 17 s 09 |       |
| Médaille d'argent  | Bernard Lagat          | États-Unis  | 13 min 17 s 33 |       |
| Médaille de bronze | James Kwalia C'Kurui   | Qatar       | 13 min 17 s 78 |       |
| 4                  | Moses Ndiema Kipsiro   | Ouganda     | 13 min 18 s 11 | SB    |
| 5                  | Eliud Kipchoge         | Kenya       | 13 min 18 s 95 |       |
| 6                  | Ali Abdosh             | Éthiopie    | 13 min 19 s 11 |       |
| 7                  | Mohammed Farah         | Royaume-Uni | 13 min 19 s 69 |       |
| 8                  | Matthew Tegenkamp      | États-Unis  | 13 min 20 s 23 |       |
| 9                  | Vincent Kiprop Chepkok | Kenya       | 13 min 21 s 31 |       |
| 10                 | Jesús España           | Espagne     | 13 min 22 s 07 |       |
| 11                 | Chakir Boujattaoui     | Maroc       | 13 min 23 s 05 |       |
| 12                 | Chris Solinsky         | États-Unis  | 13 min 25 s 87 |       |
| 13                 | Joseph Ebuya           | Kenya       | 13 min 39 s 59 |       |
| 14                 | Anis Selmouni          | Maroc       | 13 min 44 s 59 |       |
| 15                 | Teklemariam Medhin     | Érythrée    | 13 min 44 s 65 |       |
| 16                 | Collis Birmingham      | Australie   | 13 min 55 s 58 |       |

## Légende
Records et Performances
- AR : Record continental (area record)
- CR : Record des championnats (championship record)
- MR : Record du meeting (meet record)
- NR : Record national (national record)
- OR : Record olympique (olympic record)
- PR : Record paralympique (paralympic record)
- PB : Record personnel (personal best)
- SB : Meilleure performance personnelle de la saison (season's best)
- WL : Meilleure performance mondiale de l'année (world leader)
- WJR : Record du monde junior (world junior record)
- WR : Record du monde (world record)

Circonstances et Conditions
- DNF : N'a pas terminé (did not finish)
- DNS : N'a pas pris le départ (did not start)
- DQ : Disqualification (disqualification)
- NM : Aucun essai valable enregistré (No Mark)
- Q : Qualifié « directement » au prochain tour (ou à la prochaine compétition), lors d'une compétition majeure, grâce au classement ou à la réalisation des minima (automatic qualifier)
- q : Qualifié au prochain tour (ou à la prochaine compétition), lors d'une compétition majeure, grâce au repêchage ou à la réalisation de l'une des meilleures performances parmi celles des « non qualifiés directement » (grâce au meilleur temps ou à la meilleure distance par exemple) (secondary qualifier)